# عمارت متروکه (فیلم ۲۰۲۳)
عمارت متروکه (به انگلیسی: Haunted Mansion) یک فیلم کمدی ترسناک فراطبیعی آمریکایی محصول ۲۰۲۳ به کارگردانی جاستین سیمین بر اساس فیلمنامهٔ کیتی دیپولد است. در این فیلم کیت استنفیلد، تیفانی هدیش، اوون ویلسون، دنی دویتو، رزاریو داوسون، دن لوی، جیمی لی کرتیس و جرد لتو بازی می‌کنند. این فیلم که توسط والت دیزنی پیکچرز تولید شده‌است، دومین اقتباس سینمایی تئاتر از جاذبه پارک موضوعی والت دیزنی به همین نام پس از فیلم سال ۲۰۰۳ است. در این فیلم، گابی (داوسون) و تراویس (چیس دبلیو. دیلون) از یک تیم (استنفیلد، هدیش، ویلسون و دویتو) کمک می‌گیرند تا از طریق جن‌گیری عمارت خود را از بین ببرند و ارواح اطرافشان را نابود کنند.
عمارت متروکه در ۱۵ ژوئیهٔ ۲۰۲۳ در دیزنی‌لند به نمایش درآمد و ۲۸ ژوئیه ۲۰۲۳ به صورت سینمایی در ایالات متحده توسط استودیو سینمایی والت دیزنی منتشر شد. این فیلم نقدهای ضد و نقیضی از طرف منتقدان کسب کرد و بیش از ۱۱۴ میلیون دلار در جهان فروش داشته‌است.

## داستان
یک مادر مجرد به نام گابی و پسر ۹ ساله‌اش که به دنبال شروع یک زندگی جدید هستند، به یک عمارت ارزان‌قیمت عجیب در نیواورلئان نقل مکان می‌کنند، اما متوجه می‌شوند که این مکان بسیار بیشتر از آن چیزی است که آنها برای آن چانه‌زده بودند. ناامید از یافتن کمک، آن‌ها با یک کشیش تماس می‌گیرند، که به نوبهٔ خود از یک دانشمند بیوه-که تبدیل به یک متخصص شکست‌خورده فراطبیعی شده‌است، یک روانگرای محله فرانسوی و یک مورخ، برای جن‌گیری عمارت کمک می‌گیرد.

## بازیگران
- رزاریو داوسون در نقش گابی، یک مادر مجرد[۶]
- کیت استنفیلد در نقش بن ماتیاس، یک دانشمند بیوه که تبدیل به متخصص فراطبیعی شکست‌خورده شده‌است[۶]
- اوون ویلسون در نقش کِنت، یک کشیش[۶]
- تیفانی هدیش در نقش هریت، یک روانگر[۶]
- دنی دویتو در نقش یک استاد تاریخ دانشگاه[۶]
- جرد لتو در نقش هت‌باکس گوست / آلیستر کرامپ[۷]
- جیمی لی کرتیس در نقش مادام لئوتا[۶]
- چیس دیلون در نقش پسر گابی[۵]
- وینونا رایدر[۸]
- دن لوی[۹]
- حسن منهاج[۶]

## تولید

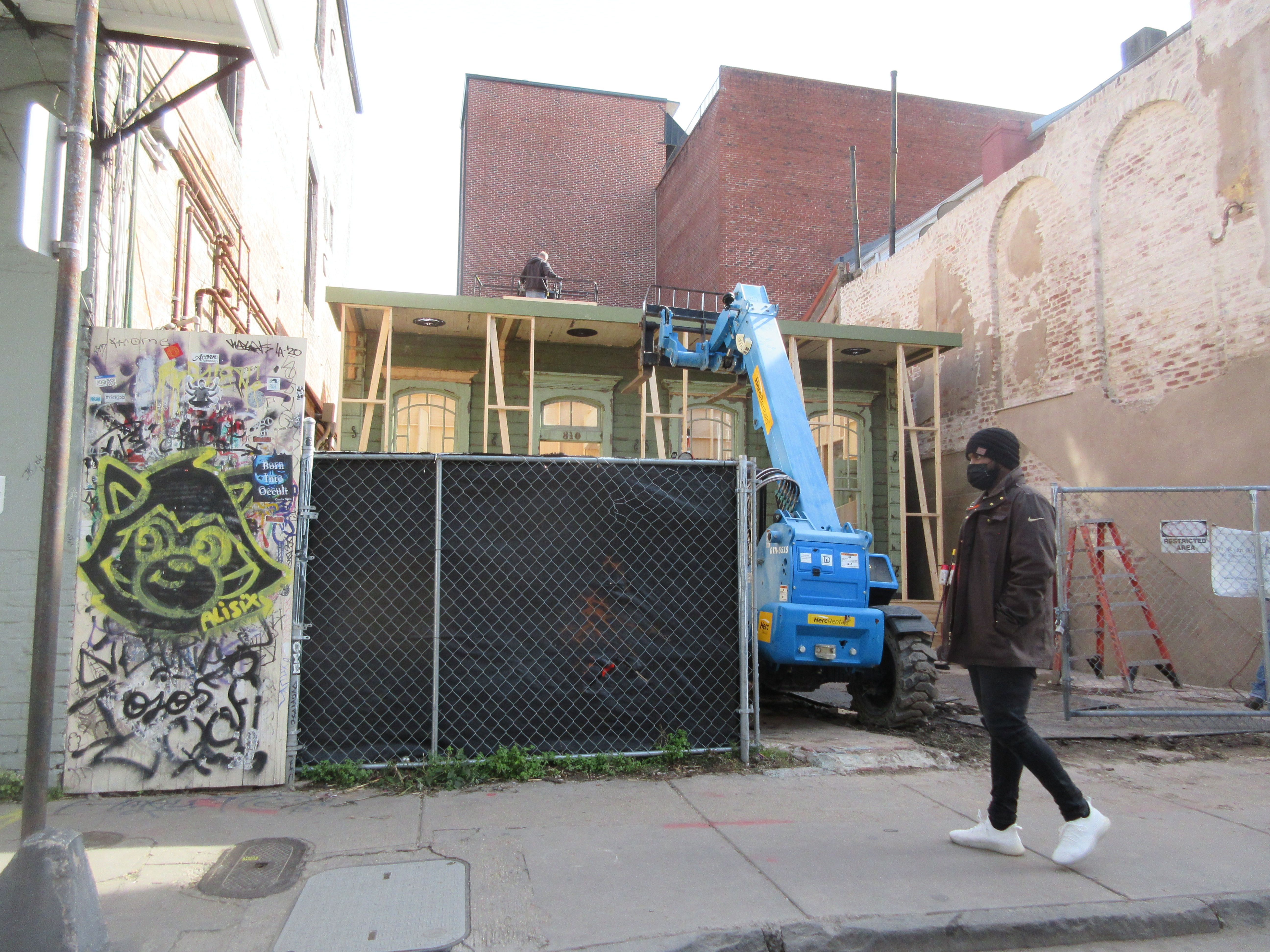
محله فرانسوی، نیواورلئان، 10 ژانویه 2022. ساخت و ساز در زمین خالی که در آن یک ساختمان 200 ساله در سال 2014 فرو ریخت. ساخت و ساز در اینجا برای نمای مورد استفاده در فیلم "عمارت متروکه" بود.

این فیلم برای اولین بار در ژوئیه ۲۰۱۰ اعلام شد، زمانی که گیرمو دل تورو برای نوشتن و کارگردانی یک فیلم جدید بر اساس جاذبه پارک موضوعی عمارت تسخیر شده دیزنی لند برای والت دیزنی پیکچرز استخدام شد. این پروژه در مراحل مختلف توسعه باقی ماند، تا اینکه رایان گاسلینگ در آوریل ۲۰۱۵ وارد مذاکره برای بازیگری شد.
در آگوست ۲۰۲۰، پس از اینکه تصمیم گرفته شد فیلمنامه دل تورو برای مخاطبان خانوادگی خیلی ترسناک باشد، اعلام شد که کتی دیپولد برای نوشتن فیلمنامه جدیدی برای این فیلم قرارداد امضا کرده‌است. دن لین و جاناتان ایریش به عنوان تهیه‌کننده استخدام شدند. این پروژه یک تولید مشترک بین والت دیزنی پیکچرز و رایدبک خواهد بود. تا آوریل ۲۰۲۱، جاستین سیمین وارد مذاکرات اولیه برای کارگردانی فیلم شد، و تا ژوئیه ۲۰۲۱ رسماً به عنوان کارگردان تأیید شد. تیفانی هدیش، کیت استنفیلد، اوون ویلسون، رزاریو داوسون و دنی دویتو هرکدام از بازیگران این فیلم بودند.
تصویربرداری اصلی از اواسط اکتبر ۲۰۲۱ تا اواخر فوریه ۲۰۲۲ در نیواورلئان، لوئیزیانا و آتلانتا، جورجیا انجام شد. در ۱۴ ژانویه ۲۰۲۲، تیفانی هدیش، بازیگر این فیلم، پس از دستگیری به اتهام رانندگی تحت تأثیر دارو در حالی که فیلمبرداری این فیلم هنوز در جورجیا جریان داشت، با مشکل قانونی مواجه شد.

## انتشار
عمارت متروکه در ۱۵ ژوئیهٔ ۲۰۲۳ در دیزنی‌لند به نمایش درآمد. این فیلم در ۲۸ ژوئیه ۲۰۲۳ در ایالات متحده اکران شد.